# Пален (Німеччина)
Пален (нім. Pahlen) — громада в Німеччині, розташована в землі Шлезвіг-Гольштейн. Входить до складу району Дітмаршен. Складова частина об'єднання громад КЛГ-Айдер.
Площа — 10,81 км2. Населення становить 1140 ос. (станом на 31 грудня 2020).

## Галерея

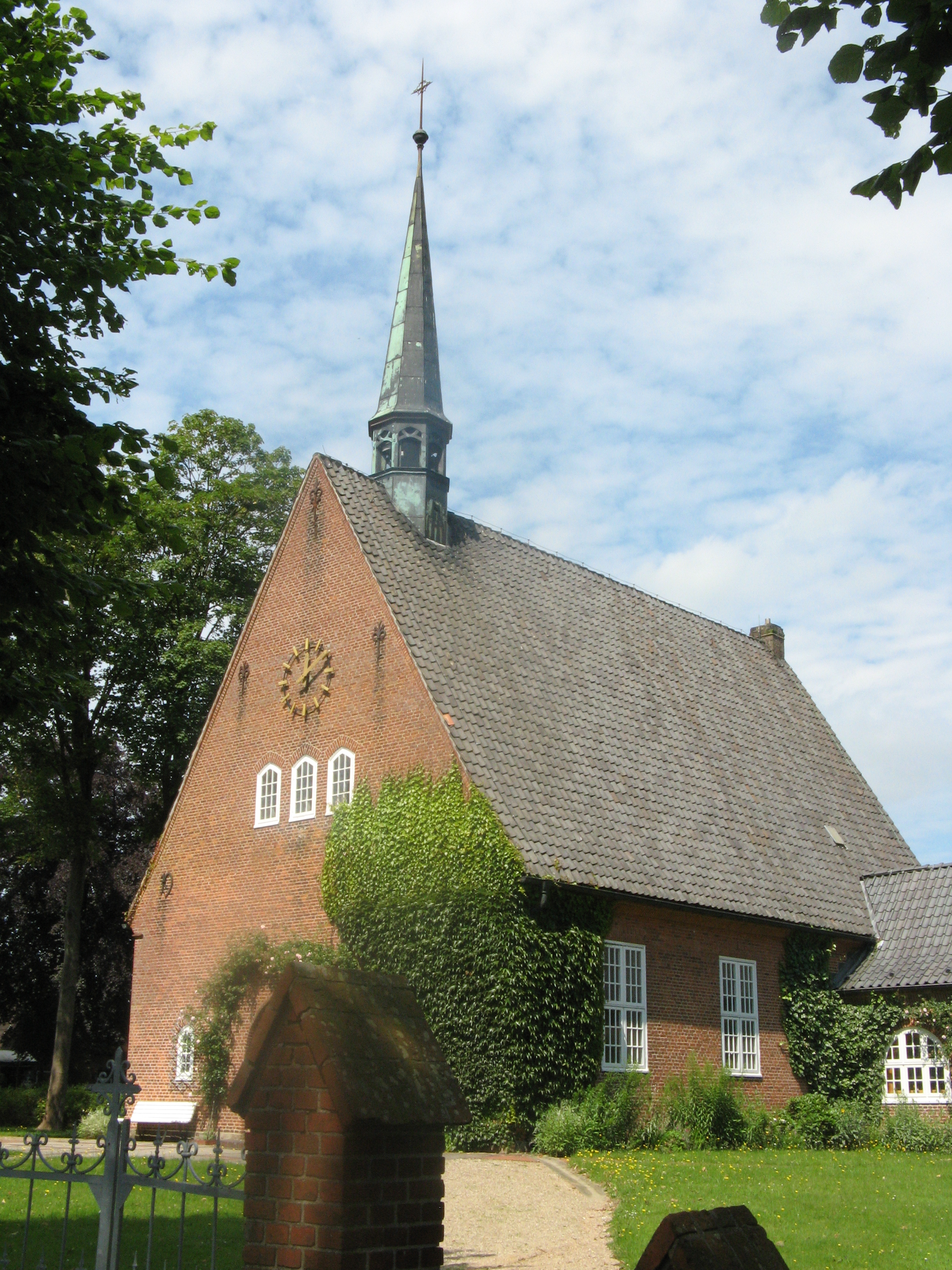